# Arco de la Independencia
El Arco de la Independencia (en inglés: Independence Arch) se localiza en la ciudad de Acra, en Ghana, es parte de la Plaza de la Independencia, que contiene monumentos a la lucha por la independencia de Ghana, incluyendo el Arco de la Independencia, la Puerta de la estrella Negra, y el Monumento al día de la liberación. La Plaza de la Independencia es la segunda plaza más grande del mundo después de la Plaza de Tiananmen en Pekín, China. A partir de 2011, el Arco de la Independencia está custodiado por varios soldados que prohíben a la gente de tomar primeros planos del arco y piden a los visitantes de un permiso oficial, sin embargo se pueden tomar fotos de la zona.